# Gary Numan
Gary Numan (rođen kao Gary Anthony James Webb 8. ožujka 1958.), je engleski pjevač, kompozitor i pjevač. Smatraju ga jednim od pionira elektronske glazbe i opće je poznat po svojim hitovima iz 1979. godine - 
"Are 'Friends' Electric?" i "Cars". 
 Numanov glazbeni stil karakteriziran je mračnim temama depersonalizacije i izolacije koje su praćene energetičnom upotrebom sintisajzera. Numan je također i licencirani pilot.

### Početci
Gary je svoju prvu gitaru dobio u ranoj mladosti. Prve pjesme počeo je skladati s 15 godina. Svirao u raznoraznim sastavima poput Mean Streei The Lasers prije nego što je osnovao svoj punk sastav Tubeway Army. Tubeway Army su još činili njegov ujak, Jess Lidyard, i Paul Gardiner. Njegov inicijalni pseudonim je bio Valerian prema liku iz stripa da bi tek kasnije počeo koristiti Numan inspiriran reklamom u oglasniku.

### Tubeway Army
Numan se ubrzo istaknuo kao pjevač, pisac i producent sastava Tubeway Army. Prvi ugovor s izdavačkom kućom Beggars Banquet Records potpisali su 1978. godine. Ubrzo su izdali prva dva singla, "That's Too Bad" i "Bombers". Kasnije iste godine izdali su svoj prvi album Tubeway Army, inspiriran Novim valom. Album je otkrio Numanovu fascinaciju distopijskim temama iz znanstvene fantastike, i ono što je važnije, sintisajzerima. 

Treći singl Tubeway Army-ja, "Down In The Park" (1979.), nije dospio na ljestvice ali je stekao kultnin status i postao je jedna od najobrađivanijih Numanovih pjesama. Nakon snimanja pjesme za reklamu Lee Cooper traperica, sastav u svibnju 1979. izdaje svoj četvrti singl - "Are 'Friends' Electric?". Nakon sedam tjedana pjesma je dospjela na vrh top lista i potaknula prodaju albuma Replicas koji je također zasjeo na prvo mjesto među albumima.

### Samostalna karijera
Potaknut uspjehom, Numan raspušta Tubeway Army i izdaje singl "Cars" koji ponovno zasjeda na vrh top liste. Album The Pleasure Principle, s kojeg je pjesma "Cars", također zasjeda na prvo mjesto top liste najprodavanijih albuma. Album The Pleasure Principle je bio rock album bez gitara. Umjesto gitara korišteni su sintisajzeri koji su svirani s faznom, metalnom bojom zvuka. Zbog specifičnog zvuka album se nije mogao s ničim do tada usporediti i danas se smatra vrhuncem njegove karijere.

Numan uskoro kreće na rasprodanu turneju "The Touring Principle" čiji su koncerti snimani. Kasnije su te snimke puštene u prodaju i često se te snimke smatraju prvim komercijalnim glazbenim spotovima. 

1980. godine, Numan je ponovno osvojio top liste s albumom Telekon unatoč tome što singlovi s albuma nisu slijedili uspjeh prethodnika. Pjesme "We Are Glass", "I Die: You Die" i "This Wreckage" dosegnule su 5., 6. i 20. mjesto na top listi. Telekon je zvučao drugačije nego prethodna dva albuma. Ponovno se vratila gitara kao instrument i korišten je veći broj sintisajzera. Album je bio popraćen drugom Numanovom turnejom, The Teletour.
The Teletour je imao razrađenije scenske nastupe nego prethodna turneja. Iako je bila veoma uspješna, turneja je Numanu donijela novčane gubitke zbog velikih troškova. Numan je već bio izmoren od slave i odlučio je prestati s turnejama. Za oproštaj je održao seriju rasprodanih koncerata u Wembley Areni u travnju 1981. godine. Odluka o prestanku s turnejama bila je kratkotrajna ali unatoč tome je ostavila značajan utjecaj na Numanovu karijeru. Vrckasta pop publika brzo se okrenula drugim glazbenicima.
Numan je opčinjavao glazbene časopise. Bio je uporan, kreativan i usamljeni 21 godinu star mladić koji živi s roditeljima. Nije bio punker ali nije bio ni New Romantic i preglednici iz tog razdoblja redovito su ga ignorirali. Unatoč svemu tome, Numan je dobio vojsku obožavatelja koji su se prozvali Numanoidima. Bili su dovoljno lojalni da ga prate i kroz teške trenutke krajem 80ih. 
Numan je postao prva uspješna zvijezda Synthpopa. Nosio je kostime, šminku i bio je inspiriran Davidom Bowiem, Marcom Bolanom i drugim elektronskim sastavima poput Ultravoxa. Na pozornici je djelovao androginijski i otuđeno ali u intervjuima mnoge je iznenadio svojom otvorenošću.

#### Pad popularnosti
Numan je odlučio promijeniti glazbeni stil i odmaknuti se od Synthpopa. Počeo je eksperimentirati s jazz, funk i ritmičnom pop glazbom. Rezultat toga je bio album Dance iz 1981. godine na kojem su gostovali mnogi poznati glazbenici. Album je dosegao 3. mjesto na top ljestvici ali je imao samo jedan hit singl - pjesmu "She's Got Claws". Numana su zasjenili neoromantični sastavi poput Durana Durana, Depeche Mode-a, The Human League i Adam Ant. Novi album predstavio je publici i novi image Numana koji nije uspio zaokupiti maštu publike kao usamljeni android s kraja 70ih.
Sljedeći album, I Assasin iz 1982. postigao je još manji uspjeh od prethodnika. Album je na kratko uspio dosegnuti 8. mjesto top lista prije nego što je nestao. Numan je album promovirao turnejom po SAD-u gdje se preselio zbog poreznik problema. Bili su to njegovi prvi javni nastupi nakon onih u Wembley Areni iz 1981.
Album Warriors iz 1983. godine nastao je u suradnji s avant-gardnim glazbenikom Billom Nelsonom i saksofonistom Dickom Morrisseyem. Album je dosegao tek 12. mjesto top lista i, kao i njego prethodnik, ubrzo nestao s top lista. Warriors je ujedno bio i posljednji album snimljem za izdavačku kuću Beggars Banquet Records. Radi promoviranja albuma, Numan je održao 40 koncerata diljem Velike Britanije.
U želji da dokaže publici da nije "istrošen", Numan je izdao seriju albuma pod vlastitom izdavačkom kućom - Numa Records. Kako su godine prolazile, Numan se trudio ponovno zadobiti djelić slave s kraja 70ih s manje ili više neuspješnim albumima. Prvi među tom serijom albuma bio je Berserker iz 1984. godine. Na njemu je Numan prvi puta eksperimentirao s računalima i sampliranjem. Stilom se album odmaknuo od prethodna tri albuma i bio je karakteriziran energičnijim, snažnijim električnim basovima i bubnjevima. Album je bio popraćen novom promjenom Numanovog image-a, video snimkama nastupa i turnejom. Unatoč tome, kritičari i obožavatelji su bili podijeljeni i album se pokazao kao komercijalno najneuspješnijim dotad. 1984. umro je Paul Gardiner, Numanom prijatelj i basist još od doba Tubeway Army-ja.
Sljedeći Numanov album, Fury, postigao je nešto veći uspjeh od Berserkera. Fury je ujedno bio i posljednji Numan album koji se našao među top 30 albuma.
Numan je neznatno popravio svoju situaciju suradnjom s Billom Sharpe-om iz jazz-funk sastava Shakatak. Njihov zajednički singl, "Change Your Mind", dosegao je 17. mjesto na britanskoj top ljestvici. 
Uskoro se izdavačka kuća Numa Records našla pred bankrotom. Loš uspjeh albuma Strange Charm, iz 1986. godine, bio je zadnji čavao u lijes. Numan je morao Numa Records zatvoriti i naći novu izdavačku kuću. 
1988. godine Numan izdaje prvi album za izdavačku kuću IRS Records. Album je nudio kombinaciju industrial-funk glazbe i zvao se Metal Rhythm. Album se svidio kritici i fanovima ali zbog loše promocije izostao je komercijalni uspjeh.
Bill Sharpe i Numan izdali su 1989. svoj zajednički album Automatic. Unatoč komercijalnijem pristupu pjesmama uspjeh je izostao, kako kod kritike tako i kod fanova.

#### Oporavak karijere
Numanova karijera se početkom 90ih našla na samom dnu. Izdao je album Outland 1991. godine koji je ponovno podbacio. Nakon tog razočaranja Numan je ponovno aktivirao svoju izdavačku kuću Numa Records. Sljedeća dva albuma je sam producirao. Album Machine + Soul, iz 1992. godine, smatra se najgorim u njegovoj karijeri. I sam Numan kasnije je priznao da je album poslužio samo da zaradi nešto novca radi otplate dugova. 
Nakon fijaska, Numan je odlučio odustati od rada na komercijalnim albumima i posvetiti se svojim idejama. Na nagovor svoje buduće žene Gemma-e odrekao se utjecaja prošlosti i počeo je raditi na jačim, industrijskim pjesma. Rezultat je bio album Sacrifice na kojem je, po prvi put, sam svirao sve instrumente. Taj potez pokazao se uspješnim jer su se na sceni pojavili sastavi poput Nine Inch Nails koji su bili inspirirani Numanom. Utjecaj je bio obostran; Numan je tvrdio da je pjesma "Closer od Nine Inch Nails njegov osobni favorit i uzor. Sacrifice je bio zadnji album kojeg je izdao u Numa Recordsu. Nakon njega je trajno zatvorio svoju izdavačku kuću. Numan je sa sljedeća dva albuma, Exile iz 1997. i Pure iz 2000. dobio naklonost kritike. Njih uspjeh Numana je potaknuo na prvu turneju po SAD-u nakon koncerata u ranim 80ima.
Nakon svih fijaska, Numan je konačno dobio priznanje. Prozvali su ga "kumom elektronske glazbe" a mnogi glazbenici spomenuli su ga kao izvor inspiracije. Obrade i sample-ovi Numanovih pjesama postajali su velikim hitovima. Od svih obrada najviše se ističe pjesma Freak Like Me ženskog trojca Sugababes. Freak Like Me je gotovo u potpunosti koristila sample Numanove pjesme "Are Friends Electric" s riječima iz pjesme Freak Like Me od Adina Howard. Pjesma je, na britanskoj ljestvici, držala prvo mjesto mjesec dana.
Numan se ponovno našao na top ljestvicama. 2002. godine dosegao je 29. mjesto sa singlom "Rip", a 2003. godine 13. mjesto s pjesmom "Crazier". Potaknut uspjesima pokrenuo je novu izdvačku kuću, Mortal Records koja je producirala album Jagged iz 2006. godine. Album je bio dobro primljen od kritike i publike. Numan je u prosincu 2006. održao turneju Telekon 'Classic Album u Velikoj Britaniji. Cilj turneje je bilo razveseljavanje nostalgičnih fanova i oslobođanje mjesta u novim turnejama za nove pjesme. 
2008. Numan je krenuo na novu turneju s 15 koncerata na kojima će izvoditi pjesme s albuma "Replicas" iz 1979. Numan je započeo i rad na novom albumu pod radnim nazivom "Splinter" koji bi trebao biti gotov ne prije 2009. godine.

### Osobni život
Numan je oženjen s Gemma-om O'Neill. 2003. par je dobio prvo dijete, sina Raven (Gavran). Kćer Persia rodila se 2005. godine, a 2007. i treće dijete. 
U biografiji, koju je izdao 1997. godine, Numan je napomenuo da možda boluje od blaže verzije Aspergerova sindroma. Zbog njega ima problema u komunikaciji s drugim ljudima.
Numan je od ranih 80ih licencirani pilot i strastveni letač. Posjedovao je nekoliko zrakoplova s kojima je izvodio akrobatske letove. 1981. godine obletio je svijet. 

### Diskografija

#### Studijski albumi
- 1978. Tubeway Army (1979 ponovno izdan)
- 1979. Replicas
- 1979. The Pleasure Principle (prvi album s Numanom kao solo izvođačem)
- 1980. Telekon
- 1981. Dance
- 1982. I, Assassin
- 1983. Warriors
- 1984. Berserker
- 1985. The Fury
- 1986. Strange Charm
- 1988. Metal Rhythm
- 1989. Automatic (Suradnja s Billom Sharpeom kao Sharpe + Numan)
- 1991. Outland
- 1992. Machine + Soul
- 1994. The Radial Pair
- 1994. Sacrifice
- 1995. Human (Gary Numan and Michael R. Smith, instrumentalni album)
- 1997. Dawn
- 1997. Exile
- 2000. Pure
- 2006. Jagged
- 2011. Dead Son Rising
- 2013. Splinter (Songs from a Broken Mind)
- 2017. Savage (Songs from a Broken World)
- 2021. Intruder

#### Live albumi
- 1980. Living Ornaments '79-'80 UK #2 (snimke uživo, ponovno izdane kao Living Ornaments '79 1998. i Living Ornaments '80 2005.)
- 1985. White Noise UK #29
- 1987. Ghost
- 1989. The Skin Mechanic
- 1994. Dream Corrosion
- 1995. Dark Light
- 1998. Living Ornaments '81
- 1999. The Radio One Recordings
- 2003. Scarred
- 2004. Live at Shepherd's Bush Empire
- 2004. Hope Bleeds
- 2005. Fragment 1/04
- 2005. Fragment 2/04
- 2007. The Complete John Peel Sessions
- 2007. Jagged Live
- 2008. Engineers
- 2008. telekon

#### Kompilacije
- 1982. New Man Numan: The Best Of Gary Numan (kompilacija Beggars Banqueta)
- 1984. The Plan (demo snimke iz 1978)
- 1987. Exhibition (kompilacija iz dana Beggars Banqueta)
- 1996. The Premier Hits (kompilacija Beggars Banqueta)
- 1998. The Mix
- 2002. Exposure
- 2003. Hybrid
- 2004. Resonator (Pioneer of Sound)